# اهراورا
اهراورا (به انگلیسی: Ahraura) یک منطقهٔ مسکونی در هند است که در اوتار پرادش واقع شده‌است.

## خصوصیات
اهراورا ۲۳٬۱۴۲ نفر جمعیت دارد و ۸۷ متر بالاتر از سطح دریا واقع شده‌است.